# Crassula barklyi
Crassula barklyi är en fetbladsväxtart som beskrevs av N. E. Brown. Crassula barklyi ingår i släktet krassulor, och familjen fetbladsväxter. Inga underarter finns listade i Catalogue of Life.

## Bildgalleri

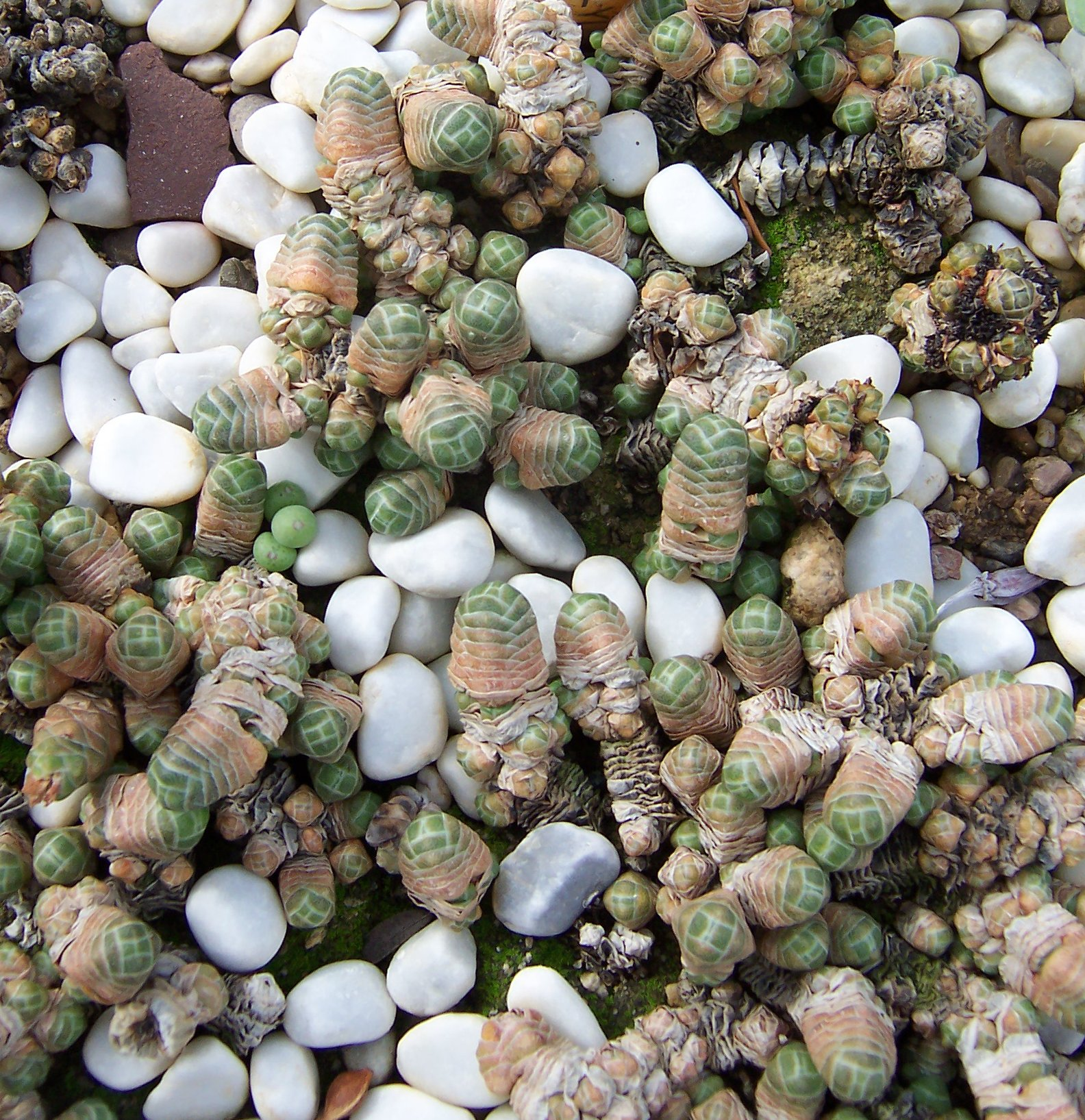